# Musée maritime national de Gdańsk
Le musée maritime national de Gdańsk (en polonais Narodowe Muzeum Morskie w Gdańsku), jusqu'au 10 décembre 2013 musée maritime central de Gdańsk (Centralne Muzeum Morskie w Gdańsku)
est un musée consacré à la marine, la construction des bateaux et la pêche. 

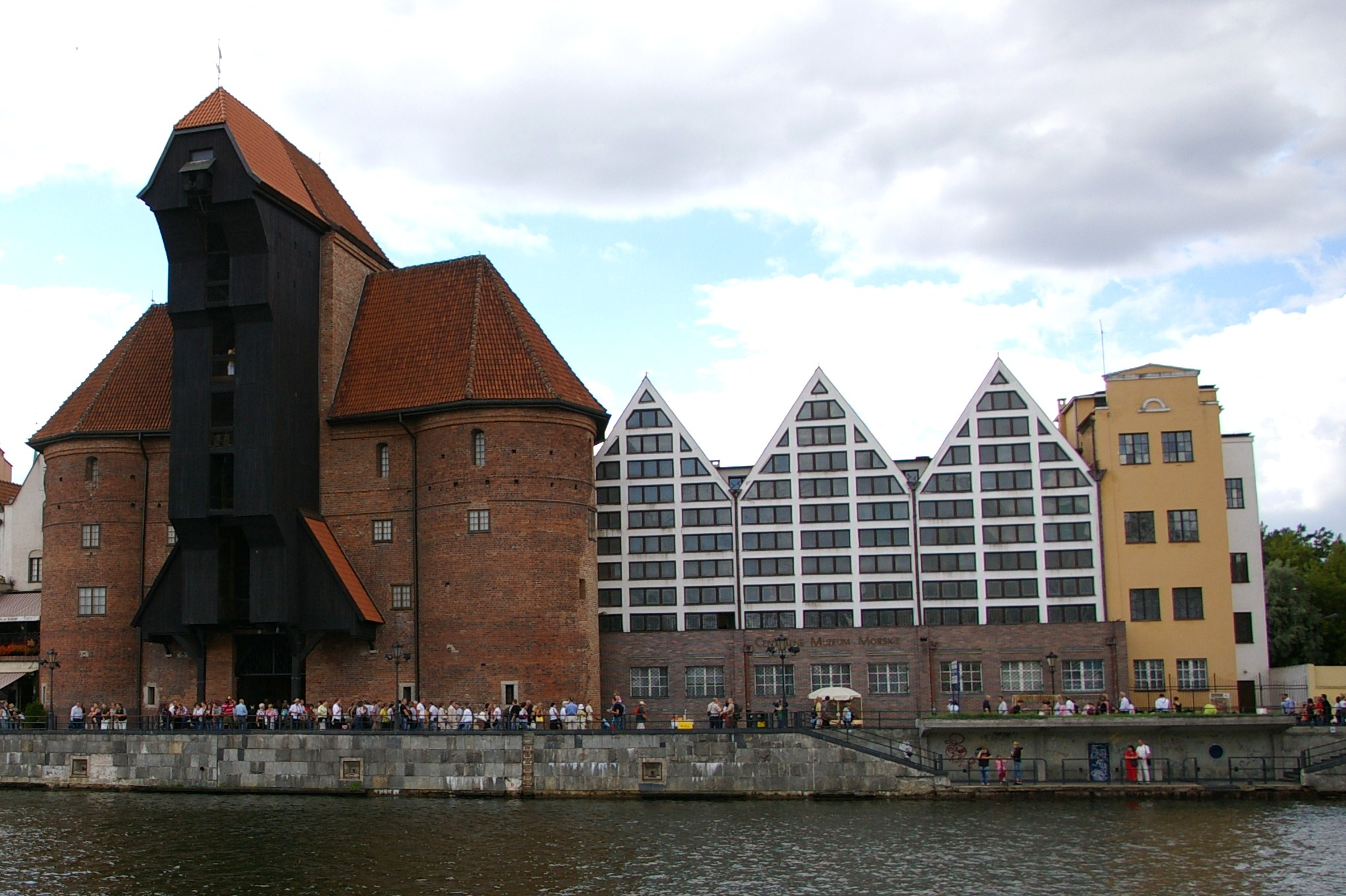
La grue et les bâtiments du musée (avant les travaux), Gdańsk 2008

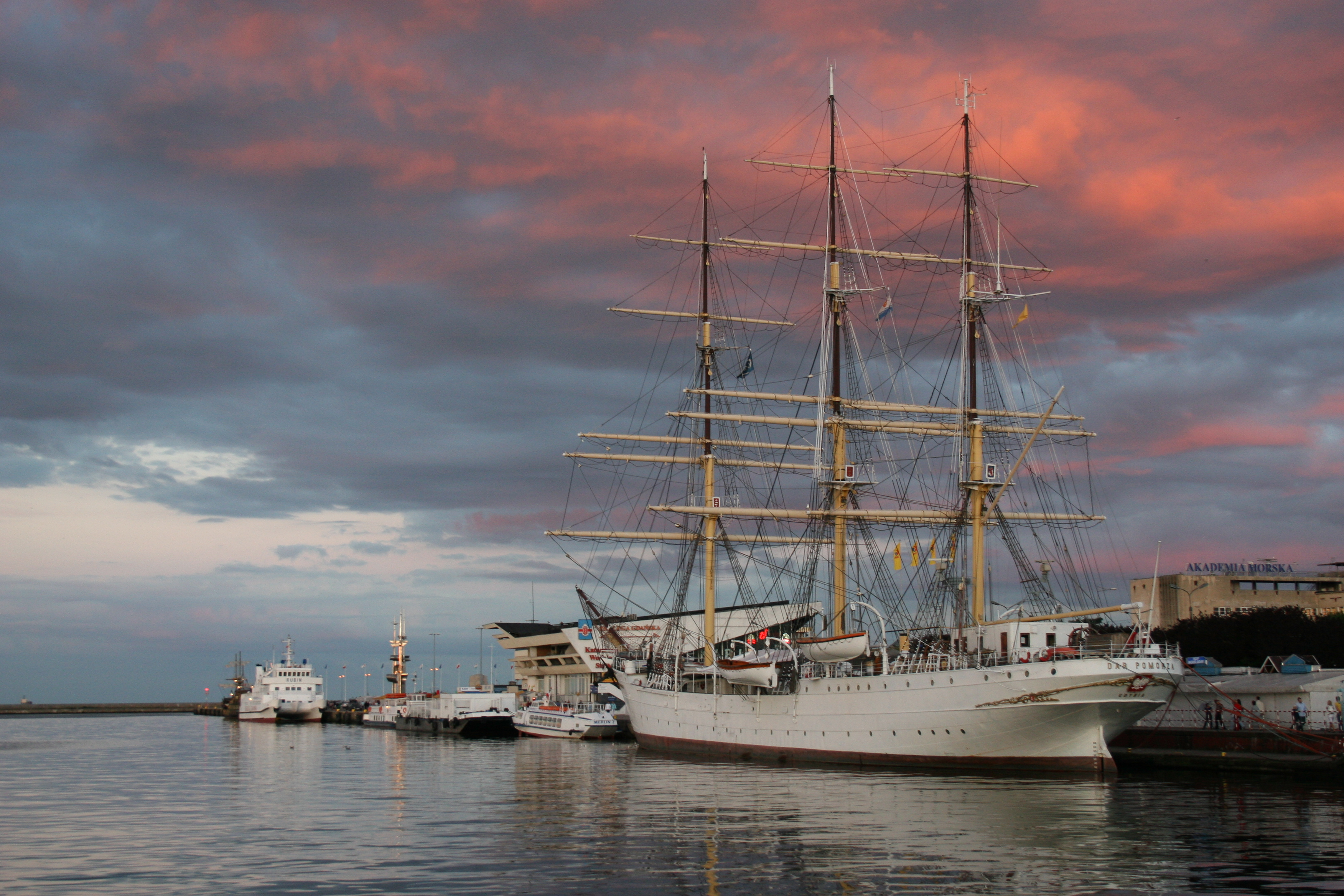
Dar Pomorza à Gdynia

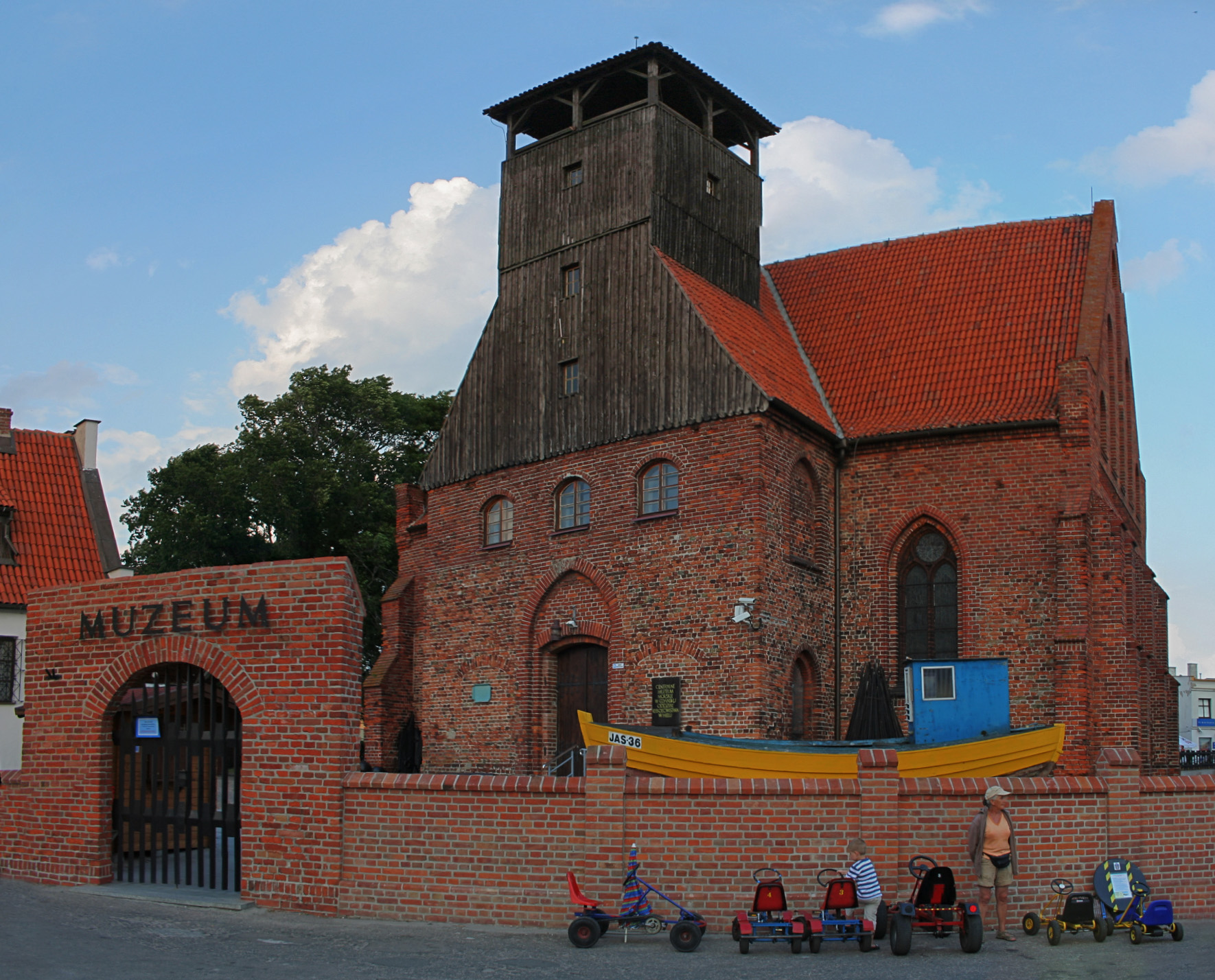
Musée de la pêche à Hel

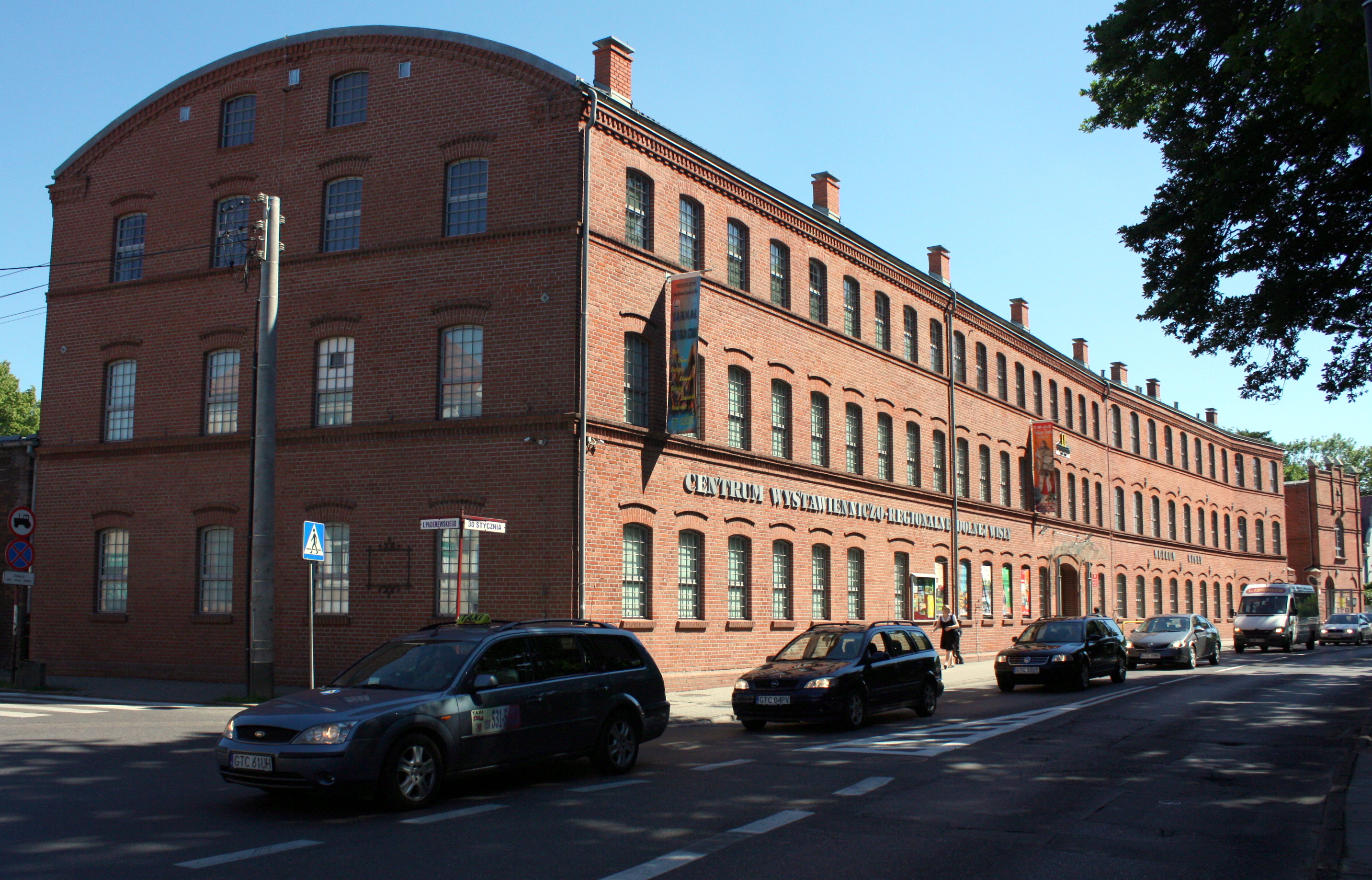
Musée de la Vistule à Tczew

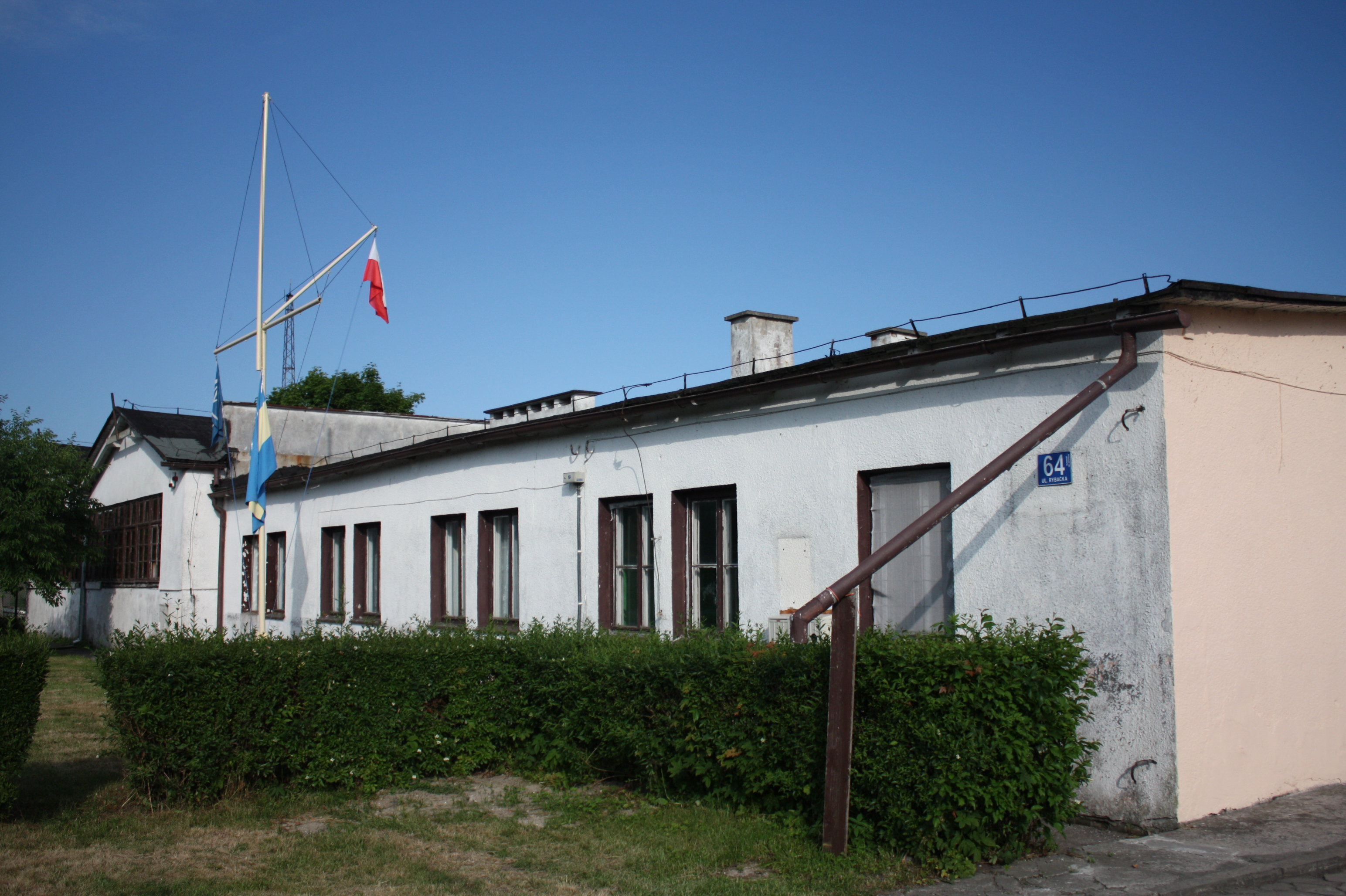
Musée de la Lagune de la Vistule à Kąty Rybackie

## Histoire
En 1958 est créée la Société des amis du musée, grâce à son initiative et avec la participation de Przemysław Smolarek (un employé du musée national de Szczecin) est organisée une exposition appelée De la rame à la propulsion nucléaire. Przemysław Smolarek sollicite la création d'un musée maritime et ses démarches sont couronnées de succès. En 1959 les ministères concernés ainsi que le musée de la technique et de l'industrie décident de créer le musée maritime à Gdańsk et chargent M. Smolarek d'effectuer des travaux de préparation. L'ouverture officielle a lieu le 1er janvier 1962, en mars Przemysław Smolarek devient son directeur et se maintient au poste jusqu'à sa mort en 1991,.
Le premier siège du musée est la grue médiévale, en 1963 une filiale est ouverte, le musée des phares au cap Rozewie. En 1972 une nouvelle filiale est créée : le musée de la pêche à Hel, la même année il change de nom et devient musée maritime central (Centralne Muzeum Morskie).
En 1977 le musée s'agrandit, le bâtiment adjacent fraîchement rénové lui est cédé. Une section nommée "Dépôt colonial" y est organisée. En 1984 le musée s'enrichit de la filiale de Tczew, le musée de la Vistule et reçoit le voilier Dar Pomorza, l'année suivante il est suivi par le minéralier Sołdek ouvert aux visiteurs en 1989. La même année le port de Gdańsk offre au musée les greniers situés sur l'île d'Ołowianka, en 2005 cinq greniers deviennent le bâtiment principal du  musée.
En 2012 le dépôt colonial devient le centre de culture maritime. L'année suivante le musée est renommé en musée maritime national.
En 2016 est créée sa dernière filiale, le Centre de conservation des épaves de bateaux situé à Tczew, près du musée de la Vistule.

## Les filiales
- La grue construite au XVe siècle, rénovée dans les années 1950 après les destructions de la guerre, dans son bâtiment se trouvent des expositions retraçant le port historique ainsi que les hommes qui y travaillaient (dockers, marchands, bateliers, maîtres voilier, cordiers)[5].
- Les greniers d'Ołowianka  abritent trois expositions permanentes : "Les Polonais sur les mers du monde", "Archéologie marine et la plongée" et la "Galerie marine". Par ailleurs les greniers accueillent des expositions temporaires et sont le siège d'archives et de la salle de conférences[6].
- Le centre de culture maritime est un site destiné à l'éducation. Grâce aux modèles télécommandés il est possible de simuler les manœuvres de bateaux. D'autres objets montrent le chargement des bateaux et des différents aspects de la navigation. L'exposition permanente Les Barques du pays du monde comprend des exemples d'embarcations de plusieurs pays du monde[7].
- Le musée de la pêche situé à Hel dans l'enceinte d'une église de XVe siècle[8] expose des objets relatifs à la pêche dans la mer Baltique et à culture cachoube[9].
- Le musée de la Lagune de la Vistule à Kąty Rybackie présente l'histoire de la construction de barques en bois et de la pêche dans la Lagune de la Vistule[10].
- Le musée de la Vistule à Tczew situé dans un bâtiment industriel du XIXe siècle[11] retrace l'histoire du transport fluvial de la Vistule, son objectif est de montrer l'importance de la Vistule pour le commerce et l'économie polonaise entre le XVe et le XVIIIe siècle et de présenter des différents types d'embarcations utilisées sur le fleuve[12].
- Le Centre de conservation des épaves de bateaux à Tczew est divisé en deux parties (situé dans le même bâtiment), l'exposition des barques et bateaux provenant de fouilles archéologiques et la collection des kayaks des années 1930-1950, et l'atelier de conservation dans lequel les objets archéologiques sont soumis à la conservation ou la reconstruction. L'atelier est organisée de telle façon que les visiteurs le voient entièrement (d'une mezzanine) et ont la possibilité de suivre toutes les étapes des travaux[13],[14].
- Le navire musée Sołdek, un minéralier à vapeur construit en 1949. Les visiteurs ont la possibilité de voir la construction et l'équipement du bateau ainsi que les conditions de vie et de travail des marins de la moitié du XXe siècle[15].
- Le navire-musée Dar Pomorza, un trois-mâts carré construit en 1909 ayant servi en tant que navire-école dans les années 1929-1983. Ses expositions sont consacrées à l'histoire de la formation maritime. L'une d'elles est consacrée à Karol Olgierd Borchardt second capitaine du voilier dans les années 1938-1939[16].

## Les directeurs
- Przemysław Smolarek 1962-1991
- Andrzej Zbierski 1991-2001
- Jerzy Litwin à partir de 2001[3].